# Науруз-хан
Науруз-хан або Науруз-бек (*д/н — 1360) — хан Золотої Орди в січні — червні 1360 року.

## Життєпис
Походив з династії Чингізидів. Про батьків його якихось відомостей немає. Видавав себе за сина хана Джанібека. У січні 1360 року влаштував змову проти хана Кульпи, якого було вбито. Науруз став новим правителем. Він прийняв князів з Північно-Східної Русі (Василя Михайловича Тверського, Костянтина Васильовича Ростовського, Олега Івановича Рязанського), затвердивши їх ярликами. Оскільки Дмитро Іванович, великий князь Московський, відмовився особисто прибути до хана, Науруз відмовився видати тому ярлик на князювання.
Науруз запропонував Андрію Костянтиновичу, великому князю Суздальсько-Нижньогородському ярлик на велике князівство Володимирське, проте той відмовився. Тоді хан надав ярлику його братові Дмитру Костянтиновичу.
У травні проти хана виступив представник Джучидів з Білої Орди — Хизр-хан. Фактично Науруз не мав змоги протидіяти суперникові, оскільки впливові темники стали напівнезалежними володарями. Тому вже у червні Науруз було повалено та вбито. Разом з ним загинула удова Узбек-хана — Тайдула, старший емір Магли-бей (Могул-буга). Новим правителем став Хизр.